# Laura Gurioli

a Compétitions nationales et continentales officielles uniquement.

b Matchs officiels uniquement.
Dernière mise à jour le 9 mars 2023.
Laura Gurioli, née le 2 février 1995 à Bologne (Italie), est une joueuse internationale italienne de rugby à XV évoluant au poste de talonneur. Elle joue au Villorba Rugby.

## Biographie
Laura Gurioli commence le rugby à XV à dix-sept ans, à la suite d'une intervention scolaire du club d'Imola dans son lycée.
Elle joue ensuite à Bologne[réf. nécessaire] puis au Villorba Rugby où elle remporte le scudetto 2019. Elle connait sa première sélection en équipe nationale contre l'Irlande lors du Tournoi des Six Nations 2023.
Elle est également convoquée pour disputer la première édition du WXV 2 dont elle dispute deux rencontres.
En dehors du rugby, elle est kinésithérapeute.

## Palmarès
- Vainqueur du Championne d'Italie en 2019 et 2024.